# Ketty Pierson
Ketty Pierson, fransk skådespelare.

## Filmografi (urval)
- 1942 - Vie privée
- 1940 - En krigsförbrytares dagbok
- 1933 - Mannequins
- 1932 – Service de nuit
- 1931 - Faubourg Montmartre